# Juckbohne

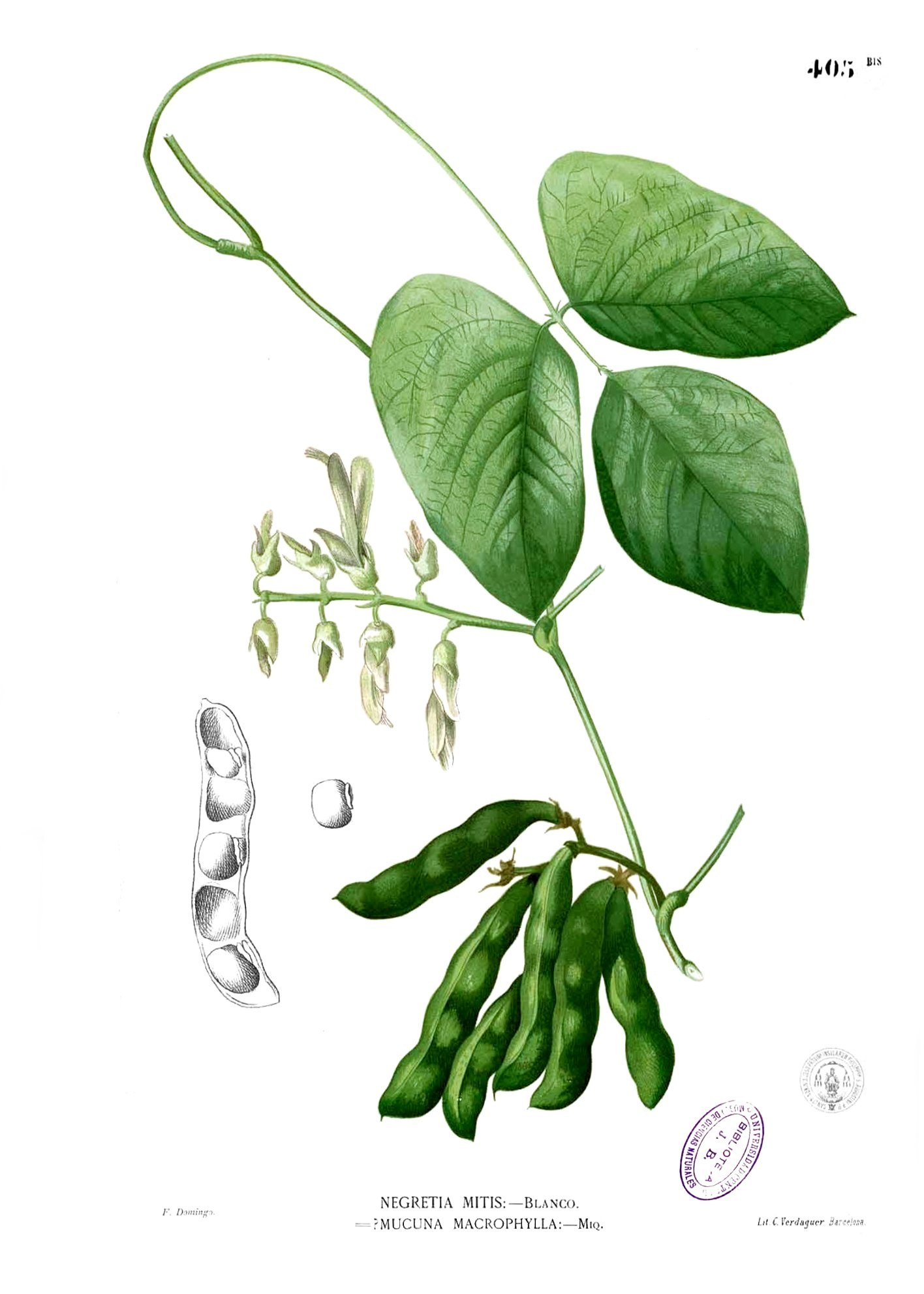
Mucuna pruriens – Lithographie von Francisco Manuel Blanco

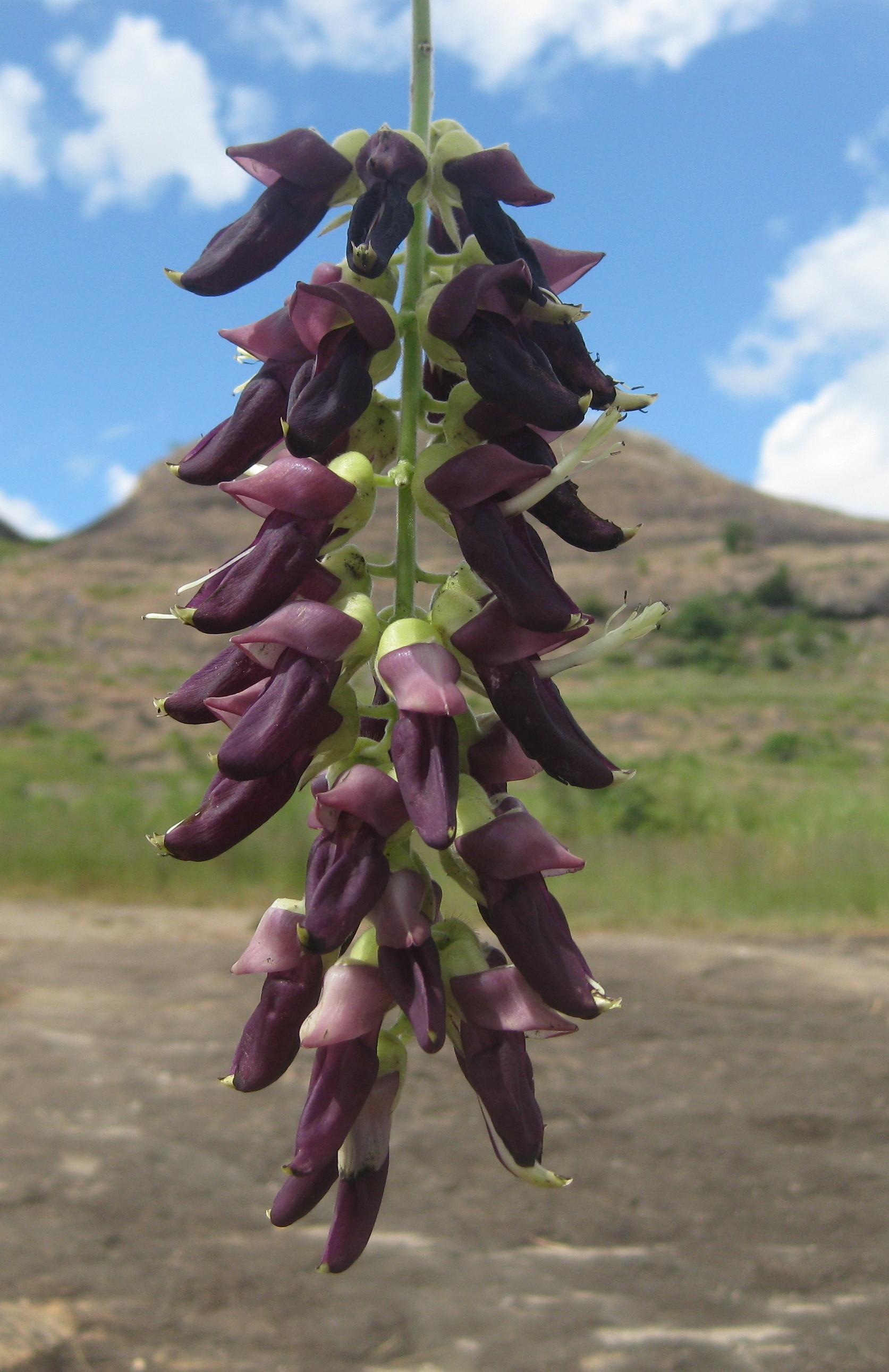
Blütenstand

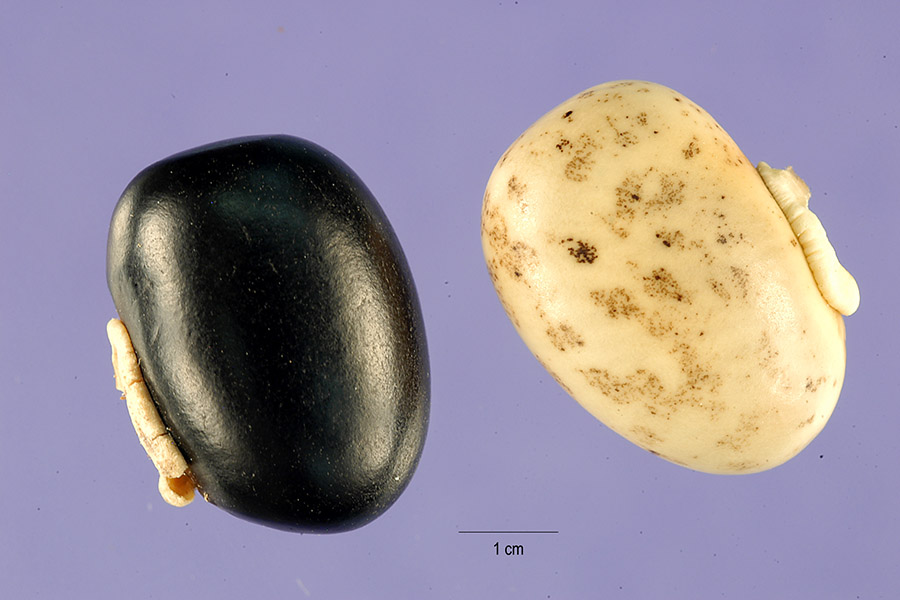
Mucuna pruriens Samen von zwei verschiedenen Reifegraden

Die Juckbohne (Mucuna pruriens) ist eine Pflanzenart aus der Unterfamilie der Schmetterlingsblütler (Faboideae).

## Beschreibung
Die Juckbohne ist eine einjährige (selten zweijährige) linkswindende Schlingpflanze, die Wuchshöhen bis 18 Meter erreichen kann. Junge Individuen sind fast vollständig flaumig behaart, während der Seneszenz werden die Pflanzen aber fast vollständig kahl.
Die wechselständigen Laubblätter sind dreizählig gefiedert. Der behaarte Blattstiel weist eine Länge zwischen 2 und 40 Zentimeter auf. Die einzelnen ganzrandigen, kurz gestielten und spitzen, papierigen Fiederblättchen sind zwischen 4,9 und 19 Zentimeter lang und zwischen 3,5 und 16,5 Zentimeter breit. Ihre Spreite ist eiförmig, verkehrt-eiförmig, rautenförmig oder elliptisch. Die Seitenblättchen sind oft stark asymmetrisch, und spitz bis zugespitzt. Bei den Jungpflanzen sind beide Blattseiten behaart und dann verkahlend. Die kurzen und behaarten Stiele der Fiederblättchen sind 2 bis 3 Millimeter lang. Es sind kleine Nebenblättchen vorhanden. Die Nebenblätter sind etwa 5 Millimeter lang.
Der achselständige, traubige Blütenstand ist 15 bis 32 Zentimeter lang und enthält zwei bis drei, oder viele Blüten. Die Blütenstiele weisen eine Länge von zwischen 2,5 und 5 Millimeter auf. Die Tragblätter sind etwa 12,5 Millimeter lang. Die zwittrige Schmetterlingsblüte ist zygomorph. Der seidige Kelch ist 7,5 bis 9 Millimeter lang. Die Kelchzähne sind mindestens gleich lang wie die Kelchröhre. Die Krone ist purpurn oder weiß. Die Fahne ist 1,5 Zentimeter lang. Das Schiffchen ist zwischen 2,5 und 3,8 Zentimeter lang. Der Fruchtknoten ist behaart. Es ist ein Diskus vorhanden.
In der Fruchtreife bildet sich eine 4 bis 13 Zentimeter lange, 1 bis 2 Zentimeter breite, ungeflügelte, meist gebogene Hülsenfrucht, die dicht mit bräunlichen, borstigen, auf bloßer Haut stark reizenden Haaren bedeckt ist. Auf der Frucht verläuft eine Längsrippe. Die Hülse enthält bis zu sieben Samen. Die Samen sind abgeflacht eiförmig bis ellipsoid, 1 bis 1,9 Zentimeter lang, zwischen 0,8 und 1,3 Zentimeter breit und 4 bis 6,5 Millimeter dick. Das Trockengewicht der Samen beträgt 55 bis 85 Gramm pro 100 Samen. Das Hilum, die Ansatzstelle des Funiculus (Verbindung zwischen Plazenta und Samenanlage) ist von einem deutlichen Arillus (fleischige Samenhülle) umgeben.
Die Chromosomenzahl beträgt 2n = 20, 22 oder 24.

## Verbreitung
Ursprünglich stammt die Juckbohne aus Ostindien mit Kaschmir und Sikkim, sowie Südchina, Myanmar und der Indochinesischen Halbinsel. Ob die Bestände auf den Philippinen und Sri Lanka natürlich oder eingeführt sind, ist unklar. Heute ist diese Art in den ganzen Tropen weit verbreitet.

## Systematik
Innerhalb der Art wurden vier Varietäten beschrieben:
- Mucuna pruriens var. hirsuta (Wight & Arn.) Wilmot-Dear
- Mucuna pruriens var. pruriens
- Mucuna pruriens var. sericophylla (Perkins) Wilmot-Dear
- Mucuna pruriens var. utilis (Wall. ex Wight) Baker ex Burck

Dabei wurde gezeigt, dass M. p. var. pruriens eine deutlich höhere genetische Variabilität aufweist als die kultivierte Varietät M. p. var. utilis.
Der Wissenschaftliche Name der Gattung Mucuna leitet sich aus dem Tupíwort mucunan (= Juckbohne, Juckfasel) ab. Das Artepitheton pruriens stammt aus dem Lateinischen und bedeutet juckend.

## Verwendung
Die Juckbohne ist als Futterpflanze in den Tropen weit verbreitet. Dazu werden die ganzen Pflanzen siliert, als Heu getrocknet oder die Samen als Kraftfutter zugefüttert. Juckbohnensilage enthält 11 bis 23 % Rohprotein und 35 bis 40 % Rohfaser, die getrockneten Bohnen 20 bis 35 % Rohprotein und weniger als 5 % Rohfaser.
Ebenso findet sie als Heilpflanze Verwendung. Die Samen werden wegen ihres Gehalts an L-Dopa bei Parkinson-Patienten eingesetzt. Dazu werden die Samen auch industriell verarbeitet.
Als Nahrungsmittel können Juckbohnen geröstet als Kaffeeersatz dienen. Frische Triebe oder Bohnen können auch gekocht gegessen werden. Dazu müssen die Pflanzenteile aber mindestens 30 Minuten kochen und 48 Stunden vorher in Wasser eingeweicht werden, da sie sonst für den Menschen giftig sind. Auch für nicht wiederkäuende Tiere ist die Bohne unverarbeitet toxisch.
Bei den wilden Formen (alle Varietäten außer M. p. var. utilis) kommt hinzu, dass die Pflanzenhaare Mucunain enthalten, das die Haut reizt und ein sehr unangenehmes Jucken verursacht. Aus diesem Grund werden sie unter anderem auch für kommerzielle Juckpulver verwendet.
In der ayurvedischen Heilkunde werden der Juckbohne aphrodisierende Wirkungen nachgesagt. Auch werden der Juckbohne halluzinogene Wirkungen nachgesagt, so dass Pflanzenteile gelegentlich Ayahuasca – einem rauscherzeugenden Trank, der DMT sowie einen Monoaminooxidase-Hemmer enthält – zugesetzt werden.
In einer Studie wurden 60 unfruchtbare Männer untersucht, die an psychologischem Stress litten. Sie nahmen während der Untersuchung die Juckbohne Mucuna pruriens ein und hatten ein spürbar geringeres Stressempfinden und mehr Spermien als davor. Durch die Einnahme kam es zu einer Stimulation des antioxidativen Abwehrsystems und zu einer besseren Stressbewältigung.

## Toxikologie
Die Juckbohne ist giftig.
Hauptwirkstoffe: Gallussäure; ein Glucosid; die Alkaloide Mucunin, Mucunadin, Prurienin, Prurienidin, Nicotin, sowie 5 weitere Alkaloide.
Vergiftungserscheinungen: Prurienin bewirkt an Fröschen eine Verlangsamung der Herztätigkeit, Erweiterung der Blutgefäße, Blutdrucksenkung und eine Anregung der Darm-Peristaltik, wobei die Blutdrucksenkung über Histamin-Freisetzung zustande kommt (ebenso wirkt Prurienidin). Die Indol-Basen bewirken eine Spasmolyse der glatten Muskulatur; Bufotenin und  die 5-Oxy-indol-3-alkylamine rufen eine neuromuskuläre  Blockierung hervor (ebenso 3-Alkylamin) und an Hunden eine schwere Atemdepression, Bronchospasmen und Blutdruckabfall; nach wiederholten Dosen tritt Gewöhnung ein.
Wirkungen auf die Haut: Die Haare bewirken sofort ein unerträgliches Jucken. Wenn man nicht kratzt, treten nach 5–10 Minuten Erytheme und kleine punktförmige Papeln von ödematösem Charakter, also wie Lipachen urtricatus oder Urticaria papulosa, auf. Meist wird aber dazwischen gekratzt; das Exanthem ist gewöhnlich lokalisiert; gelegentlich gibt es ausgebreitete Eruptionen bei den Arbeitern, die Zuckerrohrfelder bestellen.
Das aktive juckreizerzeugende Prinzip ist das proteolytische Enzym Mucunain.

## Inhaltsstoffe

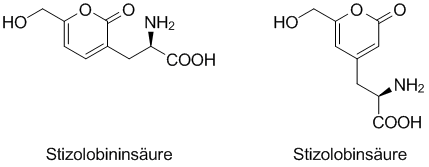
Stizolobinin- und Stizolobinsäure

In den Keimlingen der Pflanze konnten die nicht-proteinogenen Aminosäuren Stizolobinin- und Stizolobinsäure nachgewiesen werden, die nach dem mittlerweile veralteten wissenschaftlichen Namen der Pflanze (Stizolobium hassjoo Piper & Tracy) benannt wurden.
Diese beiden Verbindungen wurden bisher außer in Juckbohnenkeimlingen auch im Pantherpilz (Amanita pantherina) und anderen Pilzen der Gattungen Amanita und Clitocybe gefunden.
Stizolobinsäure ist ein kompetitiver Antagonist am AMPA-Rezeptor.